# Emmanuele Antonio Cicogna
Emmanuele Antonio Cicogna (Venezia, 17 gennaio 1789 – Venezia, 22 febbraio 1868) è stato uno storico italiano.

## Biografia

### Origini
Nacque da Giovanni Antonio e da Elisabetta Bortolucci, in una famiglia di origine candiota che aveva ottenuto la cittadinanza originaria.

### Opera
Dedicò la sua vita a una vasta collezione di libri che lasciò in eredità alla città di Venezia (Museo Correr), comprese le sue edizioni di fonti storiche, in particolare sulle iscrizioni di Venezia e della sua laguna. Pur non dedicandosi allo studio a tempo pieno, ha pubblicato in totale, ben oltre duecento saggi storici, storico-artistici e biografici, trascrizioni, traduzioni, bibliografie e racconti brevi.
La sua opera più nota è Delle iscrizioni veneziane, pubblicata in sei volumi tra il 1824 e il 1853, di cui Carlo Dionisotti ebbe a dire: «Non c'è tuttora studioso del Rinascimento italiano che possa fare a meno delle mirabili iscrizioni veneziane di Emanuele Cicogna [...]».

#### Pubblicazioni
- Sullo scoprimento del Corpo di San Marco Evangelista, Venezia, 1811.
- Saggio di bibliografia veneziana, Tip. di G.B. Merlo, Venezia, 1847
- Delle inscrizioni veneziane - Raccolte ed illustrate, 6 volumi, Venezia, 1824-1853 (ristampa: Bologna 1969-1983)
- Illustri Muranesi richiamati alla memoria e offerti alla gentilissima signora Ludovica Bigaglia-Bertolini, Venezia, Tipografia Martinengo, 1858
- Intorno la vita e le opere di Marcantonio Michiel, patrizio veneto della prima metà del secolo XVI, in Memorie dell'Istituto veneto di scienze, lettere ed arti, 9 (1860), pp. 359–425